# Эффект анисового ликёра

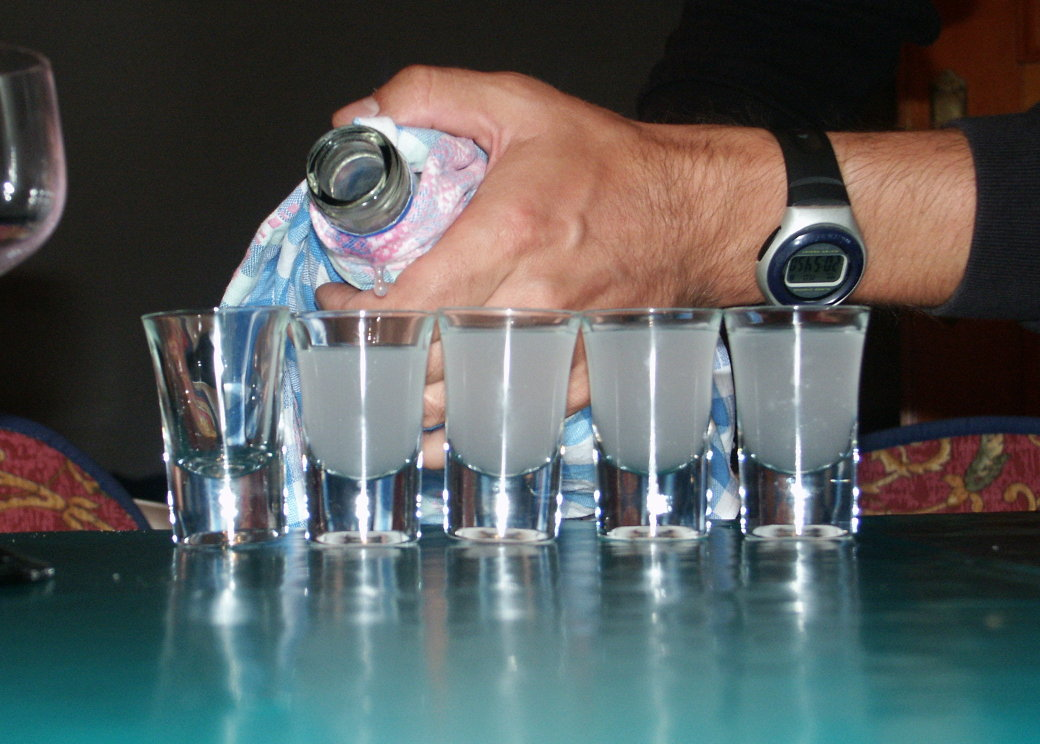
Эффект анисового ликёра при охлаждении узо

Эффект анисового ликёра — помутнение прозрачных алкогольных напитков, содержащих анис (таких как абсент, пастис, самбука, узо или арак), при разбавлении водой или сильном охлаждении.
Причина эффекта — содержание эфирных масел в анисе. Анисовое масло содержит много анетола, который растворяется в алкоголе, но почти нерастворим в воде. Вода и эфирные масла образуют эмульсию, которая и вызывает видимое помутнение. Замутнение вызвано не химической реакцией, а имеет физическую природу.
Без добавления воды этот эффект достигается охлаждением. При низкой температуре снижается растворимость масел в алкоголе и таким образом образуются капельки масла.
С помощью эффекта анисового ликёра можно сравнивать содержание аниса в разных напитках. Чем мутнее жидкость при одинаковой температуре и содержании алкоголя, тем больше она содержит аниса.